# Cakile lanceolata
Cakile lanceolata är en korsblommig växtart som först beskrevs av Carl Ludwig von Willdenow, och fick sitt nu gällande namn av Otto Eugen Schulz. Cakile lanceolata ingår i släktet marvioler, och familjen korsblommiga växter.

## Underarter
Arten delas in i följande underarter:
- C. l. alacranensis
- C. l. fusiformis
- C. l. lanceolata
- C. l. pseudoconstricta

## Bildgalleri

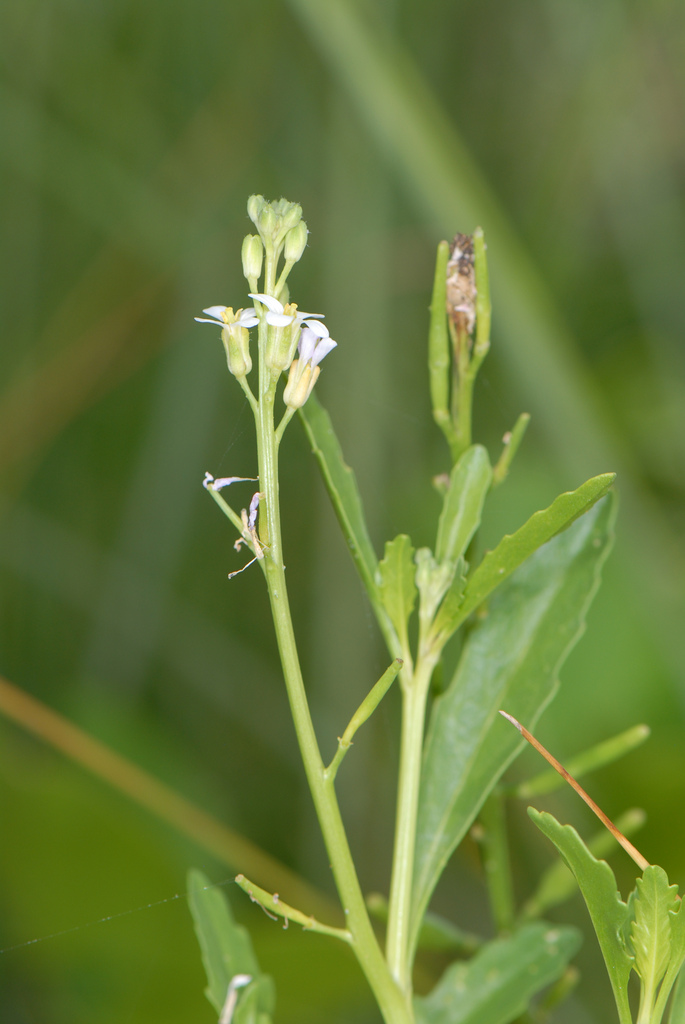
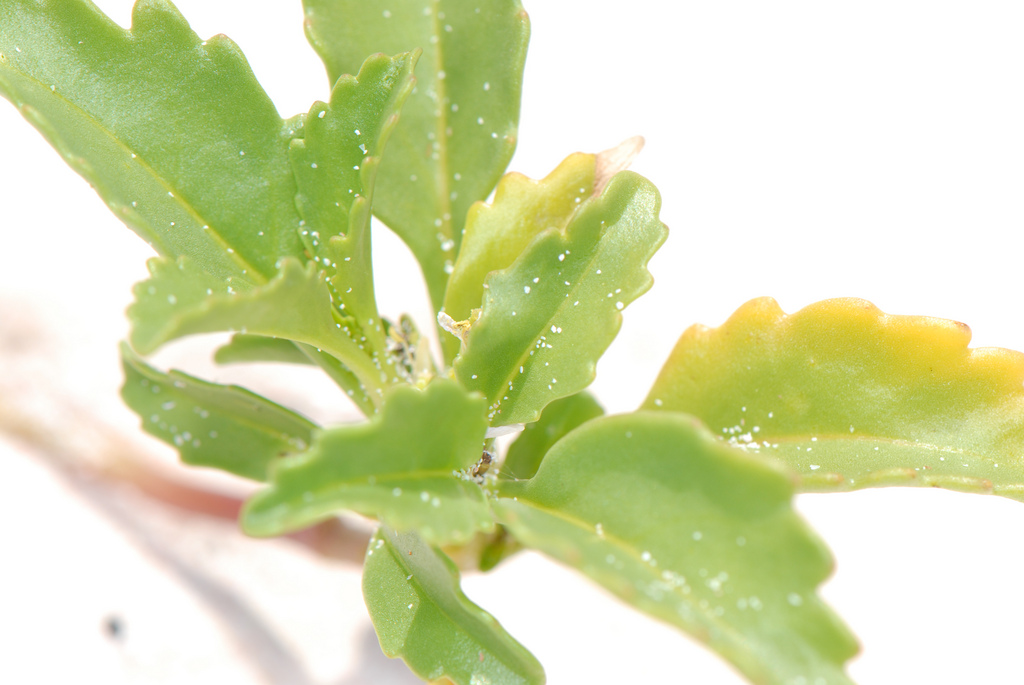
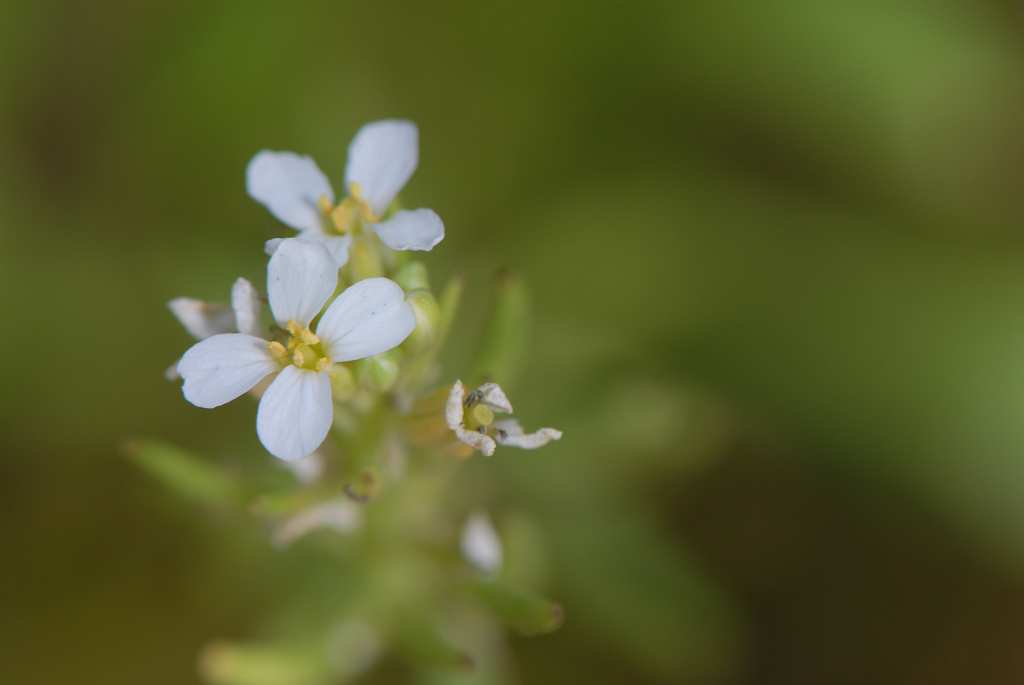
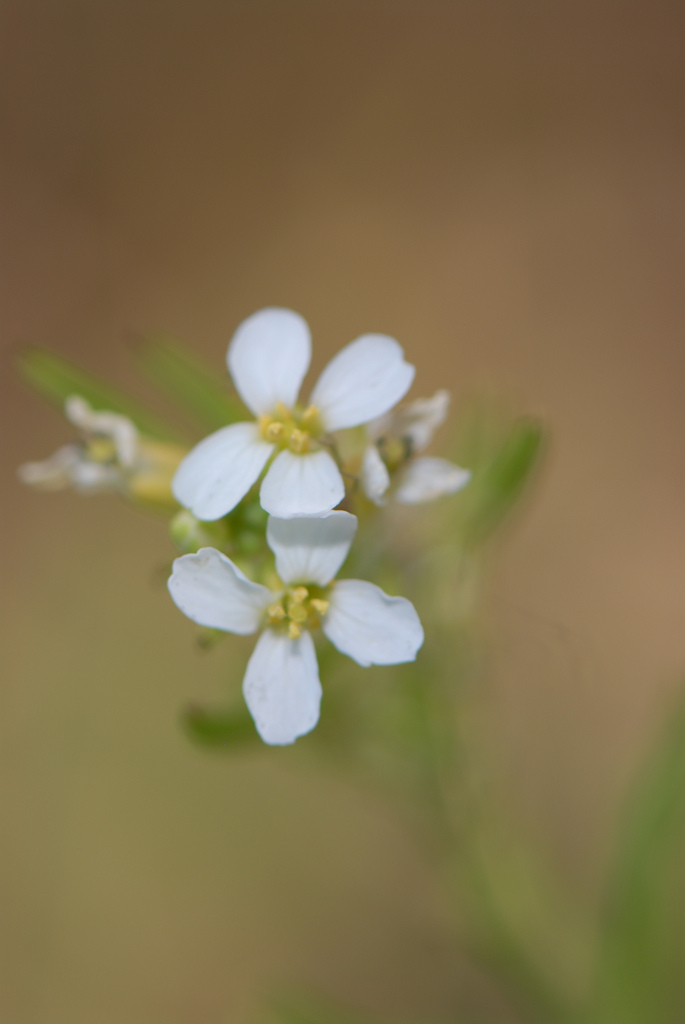
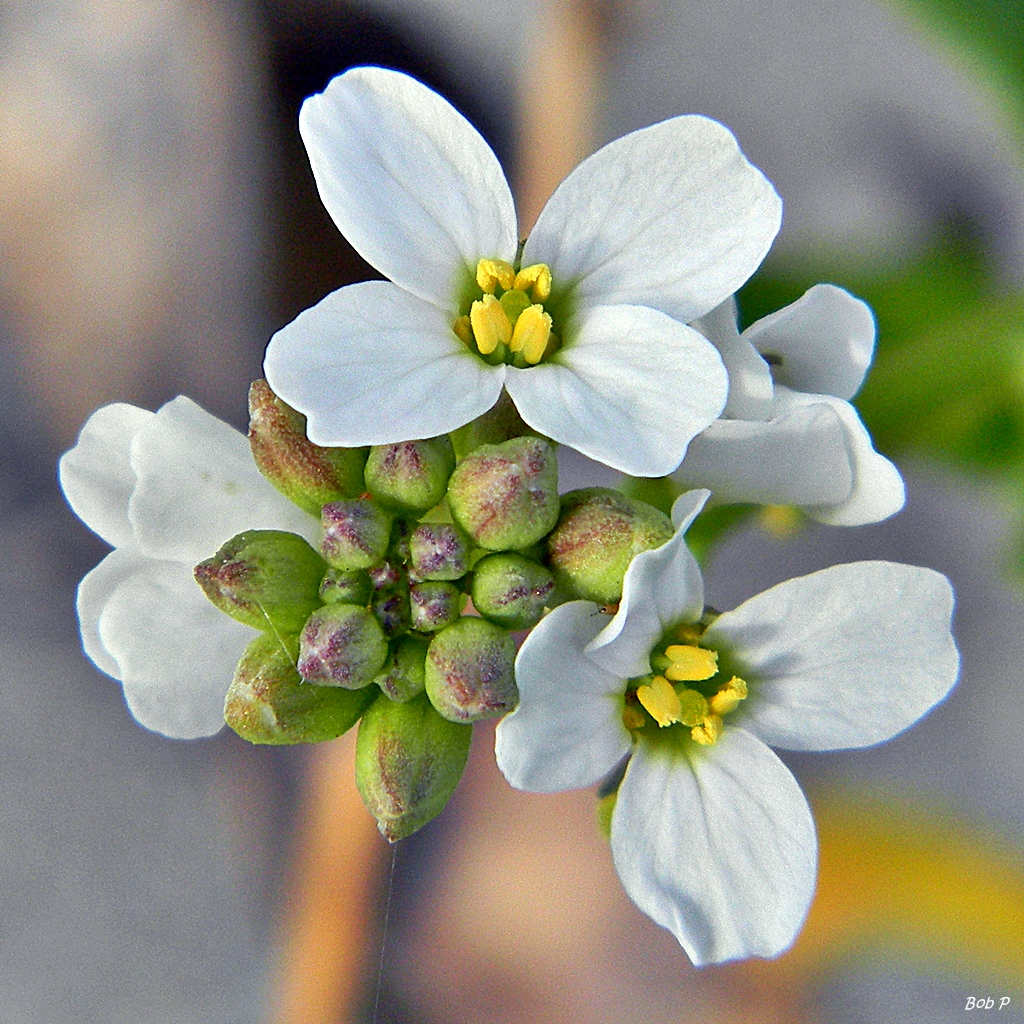